# Joel Felix
Joel Rasmus Felix (Sint Maarten, 13 januari 1998) is een Deense voetballer. Hij is sinds juni 2024 speler van de Duitse derde divisie club Arminia Bielefeld.

## Loopbaan in het clubvoetbal
Hij begon zijn voetbalcarrière in zijn woonplaats Kopenhagen bij Vanløse IF, voordat hij bij Kjøbenhavns Boldklub kwam. Op 13-jarige leeftijd werd hij samen met andere kinderen geselecteerd voor een wedstrijd voor de jeugdacademie van FC Kopenhagen. Felix nam met succes deel aan deze wedstrijd en speelde daarna voor het onder-13 en onder-15 team van de club. Voor de promotie naar het onder-17 team kreeg hij het telefoontje dat hij niet zou spelen. Om deze reden verhuisde hij naar Boldklubben af 1893. Na een paar weken kreeg Felix een telefoontje van FC Kopenhagen, maar hij wees hem af. Een jaar later belde de club hem opnieuw en ook FC Nordsjælland wilde hem contracteren, maar hij keerde terug naar de “FCK”. Joel Felix speelde voor het onder-17 en onder-19 team en trainde ook met het professionele team. Maar na het onder-19 team verliet hij Kopenhagen.

### FC Twente en Næstved BK
Felix verhuisde naar Nederland voor een tweejarig contract met FC Twente. Daar trainde hij met het profteam, maar hij kwam niet in actie in een officiële wedstrijd. Joel Felix degradeerde in 2018 met de Enschedeërs naar de Keuken Kampioen Divisie en keerde een jaar later terug naar de Eredivisie. Na twee jaar bij Twente keerde hij terug naar Denemarken en sloot hij zich voor drie jaar aan bij tweededivisieclub Næstved BK. Met deze club degradeerde Felix naar de derde divisie, terwijl hij een vaste speler was.

### Silkeborg BK
Daarna kwam hij bij Silkeborg IF en promoveerde met deze club naar de Superliga. Joel Felix was geen eerste keus speler, maar speelde in al zijn optredens meer dan 90 minuten. Na de promotie plaatste de club zich voor de play-offs van de UEFA Europa League campagne 2022-23. Joel Felix was alleen eerste keus tijdens de kampioensronde. Silkeborg IF stond in de play-offs tegenover het Finse HJK en werd uitgeschakeld na een 0-1 nederlaag in de eerste helft en een 1-1 gelijkspel in de tweede helft. Daarom nam de club deel aan de groepsfase van de 2022/23 UEFA Europa Conference League-campagne, waarin gespeeld werd tegen RSC Anderlecht, West Ham United en FCSB. Felix speelde in alle zes groepswedstrijden, terwijl hij knock-out ging met de derde plaats.
In het seizoen 2022/23 kwalificeerde Silkeborg IF zich voor de voorronde en verzekerde zich van de derde plaats om in de Superliga te blijven. Joel Felix was alleen een vaste speler tijdens het reguliere seizoen. In zijn laatste jaar kwalificeerde hij zich opnieuw voor het kampioenschap en alleen daar was hij een eerste keus. Bovendien won Felix met zijn club de Deense beker na een 1-0 overwinning tegen Aarhus GF.

### Arminia Bielefeld
Op 5 juni 2024 sloot hij zich aan bij de Duitse 3. Liga club Arminia Bielefeld. Joel Felix bereikte met zijn club de finale van de Duitse beker nadat ze de Zweite Bundesliga club Hannover 96 en de Bundesliga clubs Union Berlin, SC Freiburg, Werder Bremen en de titelverdedigers Bayer 04 Leverkusen knock-out hadden geslagen.

## Carrière in het nationale elftal
Joel Felix was jeugdinternational van Denemarken en vertegenwoordigde zijn land op onder-18- en onder-19-niveau.

## Persoonlijk
De vader van Joel Felix komt oorspronkelijk uit St. Lucia, maar verhuisde naar Sint Maarten. De moeder van Felix is een Deense en bezocht zijn vriendin in Sint Maarten en ontmoette daar de vader van Felix. Joel Felix is geboren in Sint Maarten, maar verhuisde als kind met zijn familie naar Denemarken. Hij woonde eerst in Smørum in de metropolregio Kopenhagen en vestigde zich later in Vanløse, een wijk van Kopenhagen. Felix woonde daar samen met andere kinderen met een achtergrond uit verschillende landen.